# Tour de la Nouvelle-France
Il Tour de la Nouvelle-France fu una breve corsa a tappe di ciclismo su strada maschile che si svolgeva in Canada, precisamente nella provincia francofona del Québec. Il nome della competizione si rifaceva alla Nuova Francia appellativo con cui si indicavano le zone colonizzate dai francesi durante l'esplorazione del continente nordamericano.
Vennero disputate due sole edizioni vinte entrambe dal belga Guido Reybrouck; il ciclista che si aggiudicò il maggior numero di tappe della corsa è stato l'italiano Dino Zandegù con quattro affermazioni, l'unico altro ciclista in grado di aggiudicarsi più frazioni della corsa è stato Roger De Vlaeminck con due successi.

## Albo d'oro
Aggiornato all'edizione 1972.
| Anno | Vincitore       | Secondo             | Terzo             |
| ---- | --------------- | ------------------- | ----------------- |
| 1971 | Guido Reybrouck | Joseph Bruyère      | Jean-Pierre Genet |
| 1972 | Guido Reybrouck | Herman Van Springel | Gerard Besnard    |

## Tour de la Nouvelle-France 1971
Il Tour de la Nouvelle-France 1971 fu la prima edizione della breve corsa a tappe canadese, suddivisa in quattro tappe e due semitappe. Venne vinta dal belga Guido Reybrouck, mentre Dino Zandegù e Roger De Vlaeminck furono i plurivincitori di tappa con due successi a testa.

### Tappe
| Tappa | Data         | Percorso                  | km | Vincitore di tappa | Leader cl. generale |
| ----- | ------------ | ------------------------- | -- | ------------------ | ------------------- |
| 1ª    | 21 settembre | Montréal > Drummondville  | ?  | Roger De Vlaeminck | Roger De Vlaeminck  |
| 2ª    | 22 settembre | Victoriaville > Québec    | ?  | René Pijnen        | -                   |
| 3ª    | 23 settembre | Québec > Trois-Rivières   | ?  | Dino Zandegù       | -                   |
| 4ª    | 24 settembre | Trois-Rivières > Joliette | ?  | Roger De Vlaeminck | -                   |
| 5ª-1ª | 25 settembre | Joliette > Montréal       | ?  | Dino Zandegù       | -                   |
| 5ª1ª  | 25 settembre | Montréal > Montréal       | ?  | Jan Janssen        | Guido Reybrouck     |

### Classifica generale
| Pos. | Corridore         | Squadra   | Tempo     |
| ---- | ----------------- | --------- | --------- |
| 1    | Guido Reybrouck   | Salvarani | 19h32'18" |
| 2    | Joseph Bruyère    | Molteni   | a ?       |
| 3    | Jean-Pierre Genet | Fagor     | a ?       |
| 4    | Ronny Van Marcke  | Flandria  | a ?       |
| 5    | Giorgio Favaro    | Molteni   | a ?       |

## Tour de la Nouvelle-France 1972
Il Tour de la Nouvelle-France 1972 fu la seconda ed ultima edizione della breve corsa a tappe canadese, suddivisa in quattro tappe e due semitappe. Venne vinta per il secondo anno consecutivo dal belga Guido Reybrouck, mentre il plurivincitore di tappa fu l'italiano Dino Zandegù con due successi.

### Tappe
| Tappa | Data         | Percorso                       | km | Vincitore di tappa    | Leader cl. generale |
| ----- | ------------ | ------------------------------ | -- | --------------------- | ------------------- |
| 1ª    | 20 settembre | Montréal > Saint-Jérôme        | ?  | Guido Reybrouck       | Guido Reybrouck     |
| 2ª    | 21 settembre | Granby > Sherbrooke            | ?  | José Antonio González | -                   |
| 3ª    | 23 settembre | Sherbrooke > Lévis             | ?  | Domingo Perurena      | -                   |
| 4ª-1ª | 23 settembre | Québec > Québec                | ?  | Dino Zandegù          | -                   |
| 4ª-2ª | 23 settembre | Sainte-Foy > Trois-Rivières    | ?  | Raymond Steegmans     | -                   |
| 5ª    | 24 settembre | Trois-Rivières > Saint-Léonard | ?  | Dino Zandegù          | Guido Reybrouck     |

### Classifica generale
| Pos. | Corridore           | Squadra   | Tempo     |
| ---- | ------------------- | --------- | --------- |
| 1    | Guido Reybrouck     | Salvarani | 25h44'48" |
| 2    | Herman Van Springel | Molteni   | a ?       |
| 3    | Gérard Besnard      | Peugeot   | a ?       |
| 4    | Joop Zoetemelk      | Flandria  | a ?       |
| 5    | Yves Hézard         | Sonolor   | a ?       |